# Gomphia elongata
Gomphia elongata là một loài thực vật có hoa trong họ Ochnaceae. Loài này được Oliv. mô tả khoa học đầu tiên năm 1868.